# Школа Сериате
«Школа Сериате» (итал. Scuola di Seriate) — первая по времени создания школа иконописания в Италии в русских иконографических традициях. Создана в 1978 году при центре «Христианская Россия».

## История

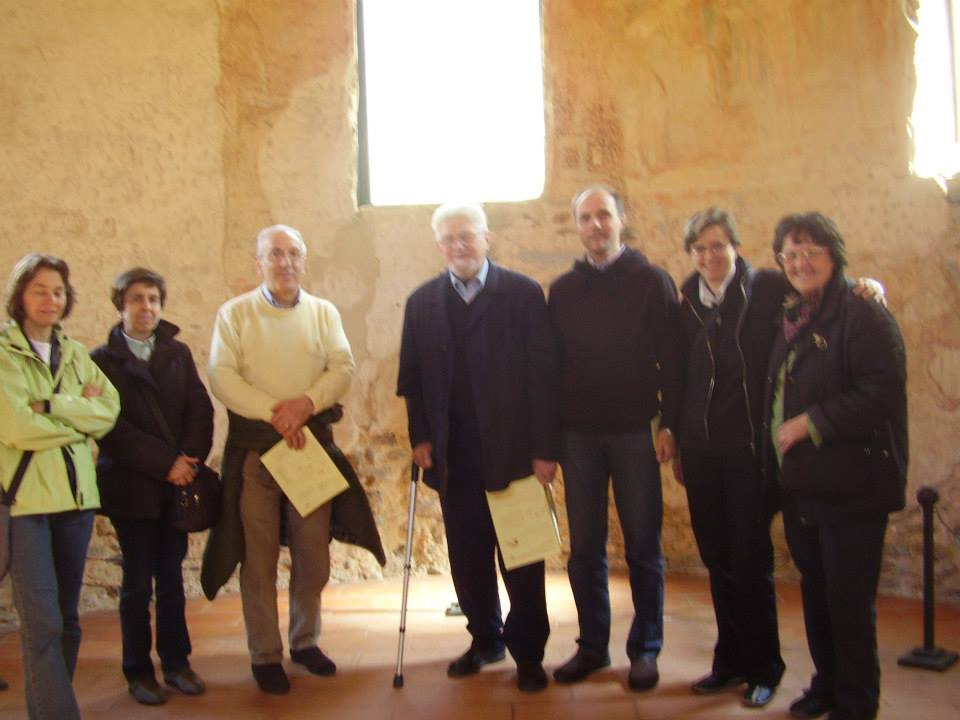
Сендлер с преподавателями «Школы Сериате» при посещении Кастельсеприо, справа проф. Елена Тальябуэ

C 1978 года на вилле Амбивери, предоставленной её последней владелицей, итальянской благотворительницей Бетти Амбивери для нужд центра «Христианская Россия» в Сериате, стали проводиться курсы иконописания по инициативе Романо Скальфи под руководством немецкого священника иезуита Игоря Сендлер sj.
Первый курс ознакомления с русской иконой проходил в двух скромных комнатах, приспособленные под студию-мастерскую. Актуальный директор школы Елена Тальябуэ итал. Ellena Tagliabue) вспоминает: 

После первых курсов с отцом Сендлером, некоторые студенты Школы, очарованные тайной иконы сохранили связь и благодаря полученному опыту продолжили изучение и углубление своих знаний… С падением Берлинской стены и последовавшими переменами, отец Сендлер пригласил нас поехать в Россию, чтобы лицезреть воочию иконы и научиться понимать глубину их литургического и духовного значения. Отсюда родилась огромная ответственность, благодаря которой, многие из нас, усвоили миссионерский выбор углублять и развивать далее нашу Школу. Таким образом, благодаря преданности нашей истории, в глубокой связи с «Христианской Россией» и отцом Скальфи, который позволил понять Красоту, наша группа преподавателей оформилась в братство иконографов, которые сегодня руководят Школой".
В 1982 году прошла первая публичная выставка работ во время Митинга в Римини (итал. Meeting di Rimini), ее посетил Папа Иоанн Павел II.
Следующим этапом в развитии школы стала встреча с художником — реставратором Всероссийского художественного научно-реставрационного центра им. академика И. Э. Грабаря Адольфом Овчинниковым.
Под его руководством в 1989 году в Ватикане, прошла выставка Школы, по течению обстоятельств, посредником в этой работе выступил также протоиерей Александр Мень.
В 1995 году Школа провела стажировку в Пскове под руководством архимандрита Зинона.
Со школой была связана многолетними узами дружбы и сотрудничества византолог Ольга Попова.
Школа выработала свой неповторимый стиль, который можно охарактеризовать, как греко-итальянский. Работа школы включает, как теоретические, так и практические курсы, имеются мастерские-ателье, включая столярное производство, где осуществляется весь цикл приготовления деревянной доски и последующие технологические процессы, заканчивая левкасом, позолотой и покрытием лаком-олифой.
Многие годы практические занятия проводил ученик отца Зинона и его постриженник, православный монах Павел (Виктор Владимирович Бесчасный), которому помогал монах Петр (Владимир Робертович Кирш).
В феврале 2011 года с семинарским циклом на тему «Традиция и актуальность иконы» Школу посетил московский протоиерей Александ Салтыков, декан факультета церковных художеств Православного Свято-Тихоновского государственного университета.
В марте 2012 года Анна Захарова, искусствовед из МГУ провела семинар на тему «Искусства миниатюры в Византии».

## Дирекция

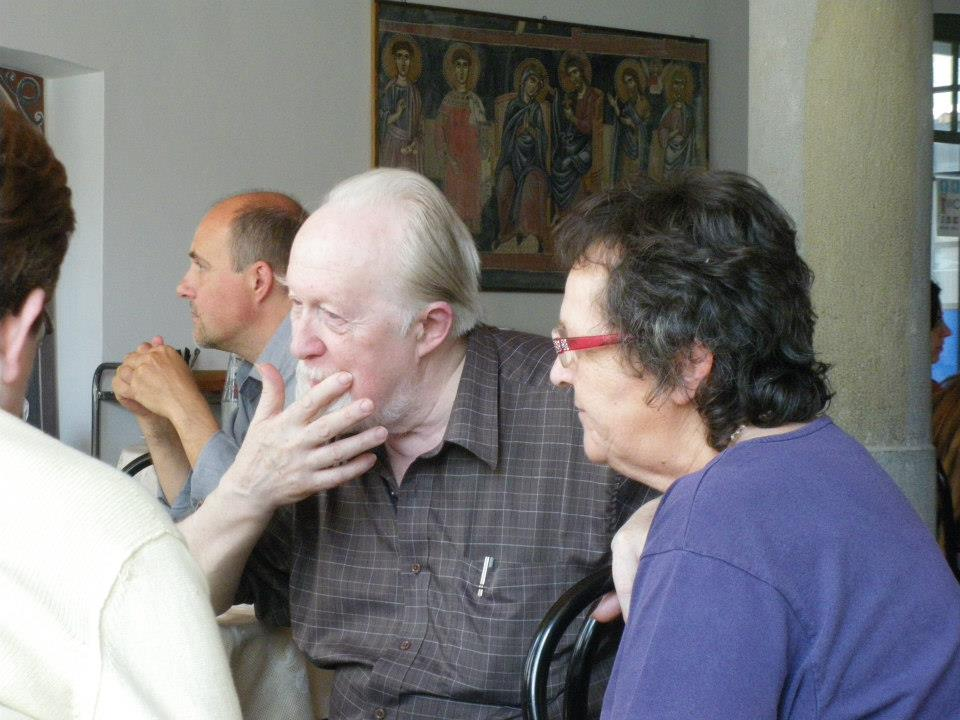
Адольф Овчинников с Еленой Тальябуэ в «Школе Сериате», семинар по иконографии 2011 года

С 29 июня 2005 года Школа имеет юридическую регистрацию «Associazione La Scuola di Seriate».
Директора:
- Паола Котези (итал. Paola Cortesi)[10][12][13][14][15][16].
- Елена Тальябуэ итал. Ellena Tagliabue)

## Библиотека
Располагает богатым фондом книг по истории искусства, включая коллекцию фото, слайдов и других дидактических материалов, профессионально выполненных копий со знаменитых оригиналов.

## Богослужения

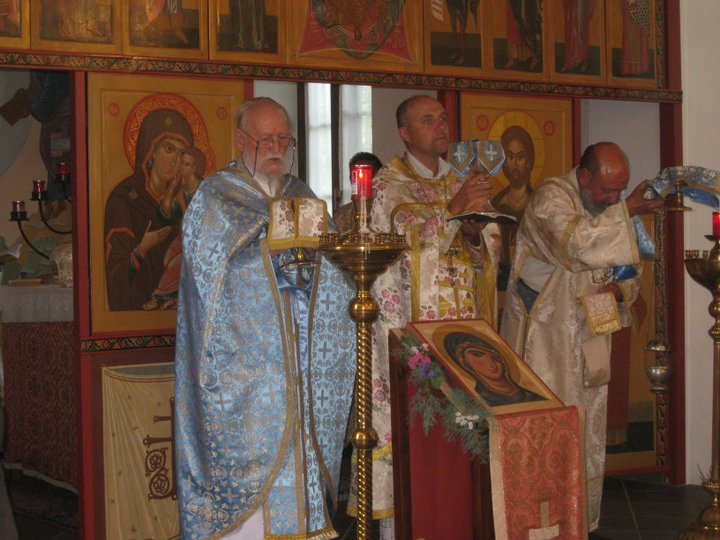
Богослужение в Преображенском храме «Христианской России» в Сериате, иконостас работы А. Овчинникова

Духовной поддержкой школы является проведение богослужений в византийско-славянском обряде в в русской синодальной традиции в Преображенской часовне близкой к Русскому апостолату. Ее иконостас написан А. Овчинниковым в традициях Псковской школы, кроме того имеются иконы архимандрита Зинона, его учеников, профессоров и курсистов Школы.

## Выставочная деятельность
- 21 — 29 августа 1982 года — «Икона образ невидимого» в Римини.
- 23 — 30 августа 1986 года — «Время и икона» в Римини.

Одни из вариантов готовой выставки «Время Бога — ежедневность человека», содержащая 80 работ, выполненных в 2004—2006 годах. Первая публичная экспозиция с 1 по 31 мая 2006 года прошла в санктуарии Караваджо (итал. santuario di Caravaggio).

## Издательская деятельность
- Каталоги[17][18].
- Проспекты выставок[19].
- Иллюстративный материал к другим изданиям[20].
- Научные книги[21][22][23][24][25][26][27][28].
- Статьи в журнале «Новая Европа» («итал. La Nuova Europa»)[29][30][31][32][33][34][35][36][37].
- С 1979 года выпускаются ежегодные иллюстрированные календари-альбомы по определенной иконографической тематике[38][39][40][41][42][43][44][45][46][47][48][49][50][51][52][53][54][55][56][57][58][59][60][61][62][63][64][65][66][67][68][69][70].

## Фотогалерея

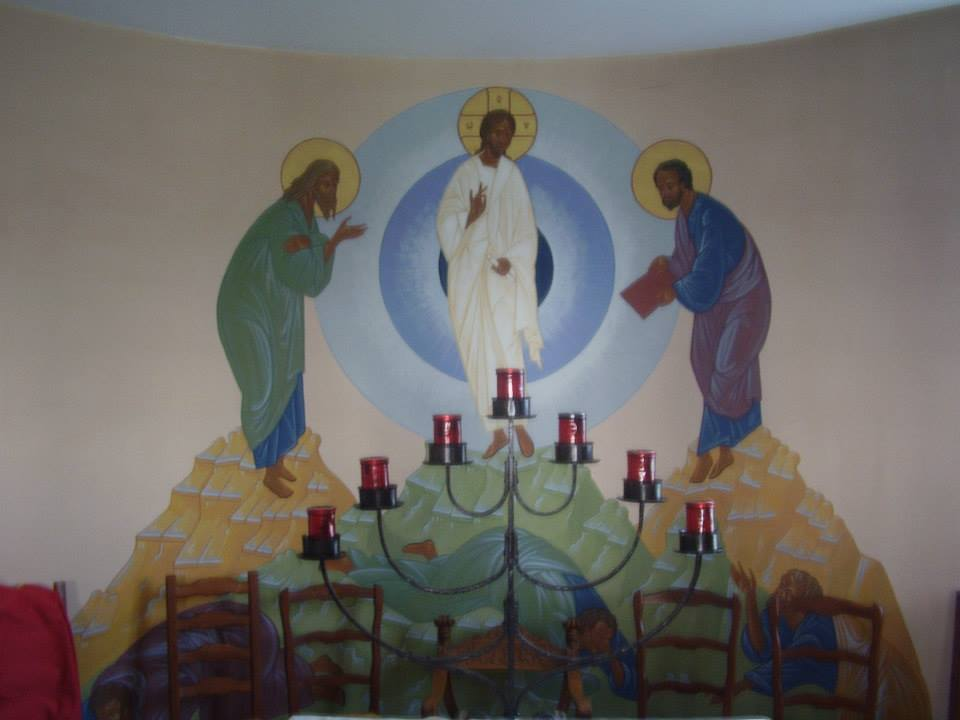
Алтарная роспись на сюжет Преображения в храме «Христианской России» в Сериате
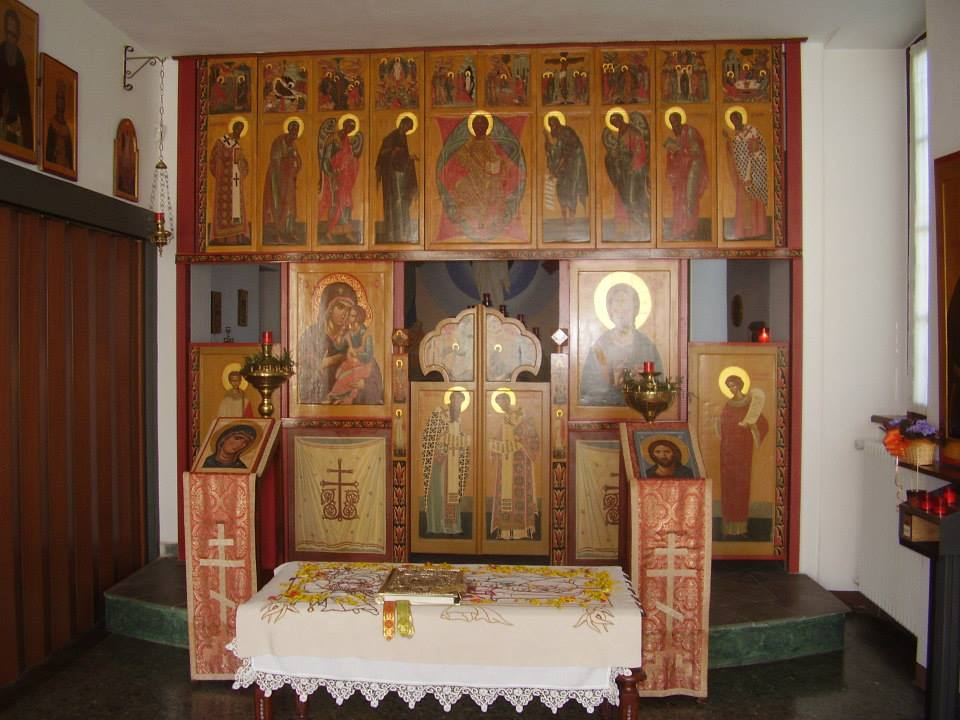
Иконостас работы А. Овчинникова в Преображенском храме центра «Христианская Россия» на вилле Амбивери в Сериате
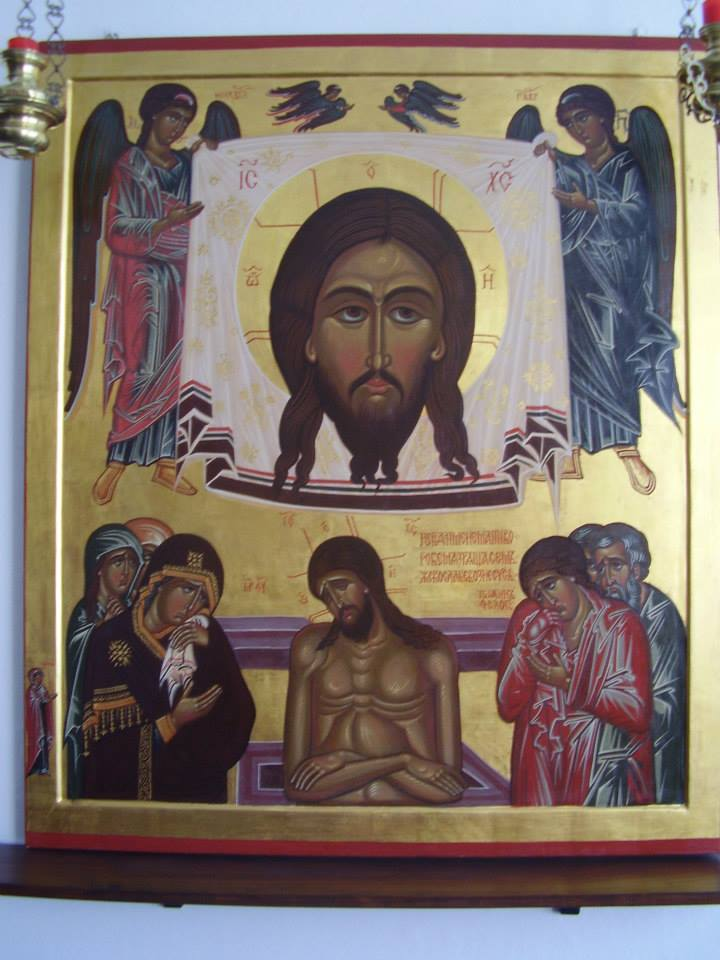
Икона Спаса работа Зенона (Теодор)
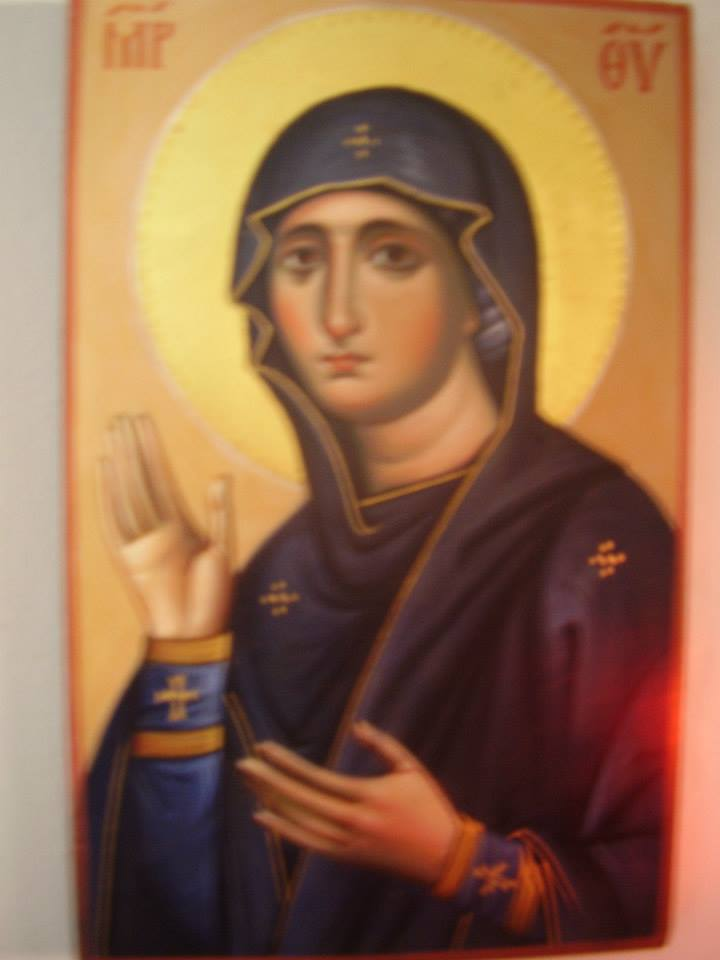
Икона Богоматери, работа Зенона (Теодор)
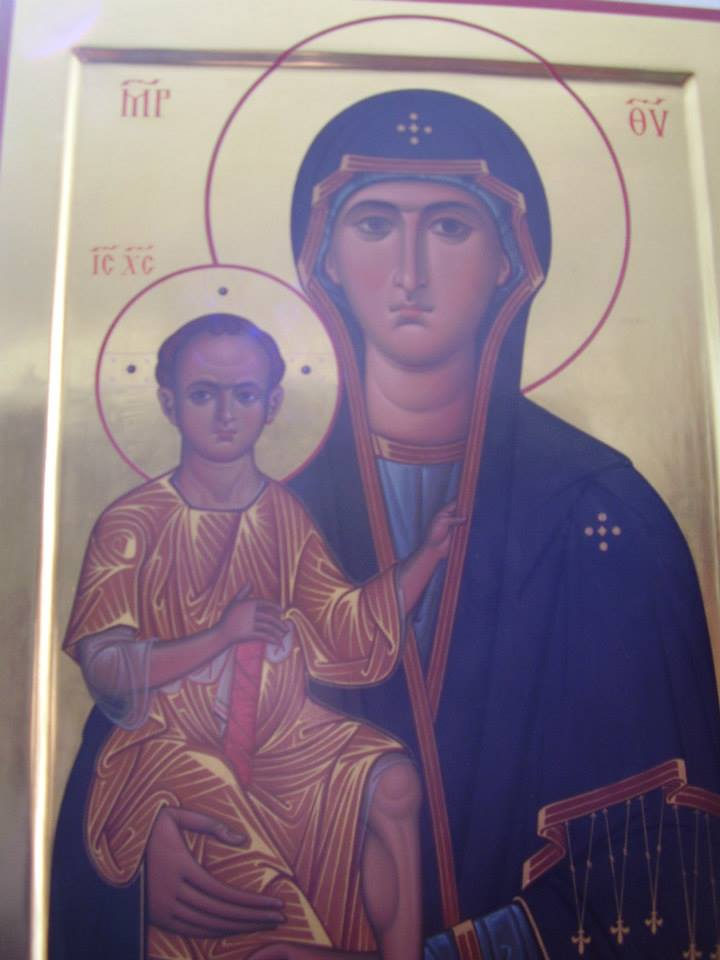
Икона Богородицы, работа Зенона (Теодор)
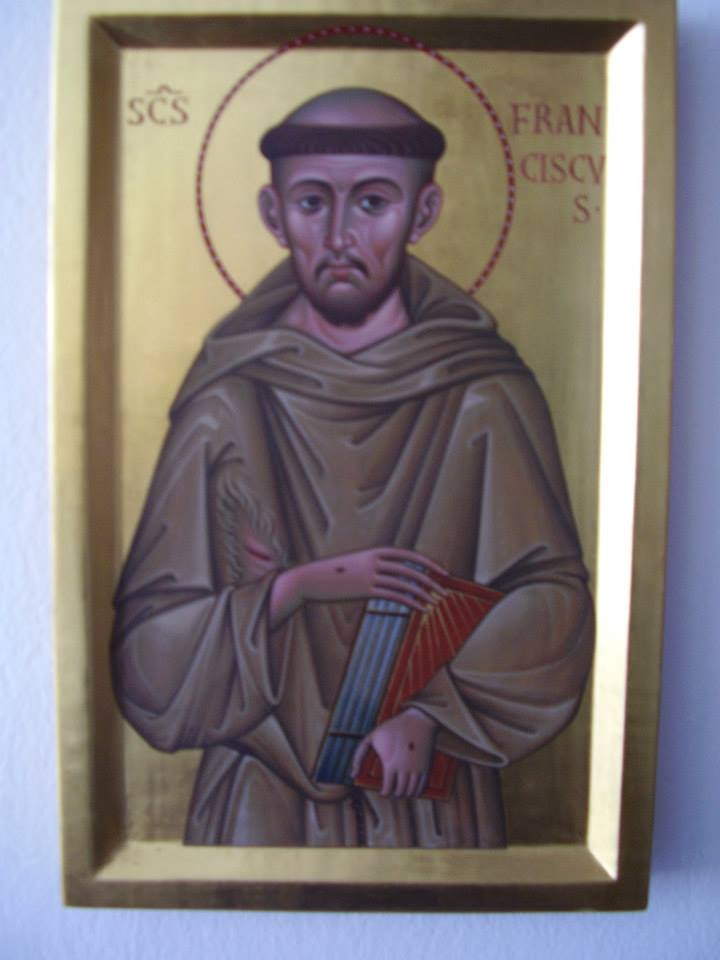
Святой Франциск, икона работы Павла (Бесчасного)
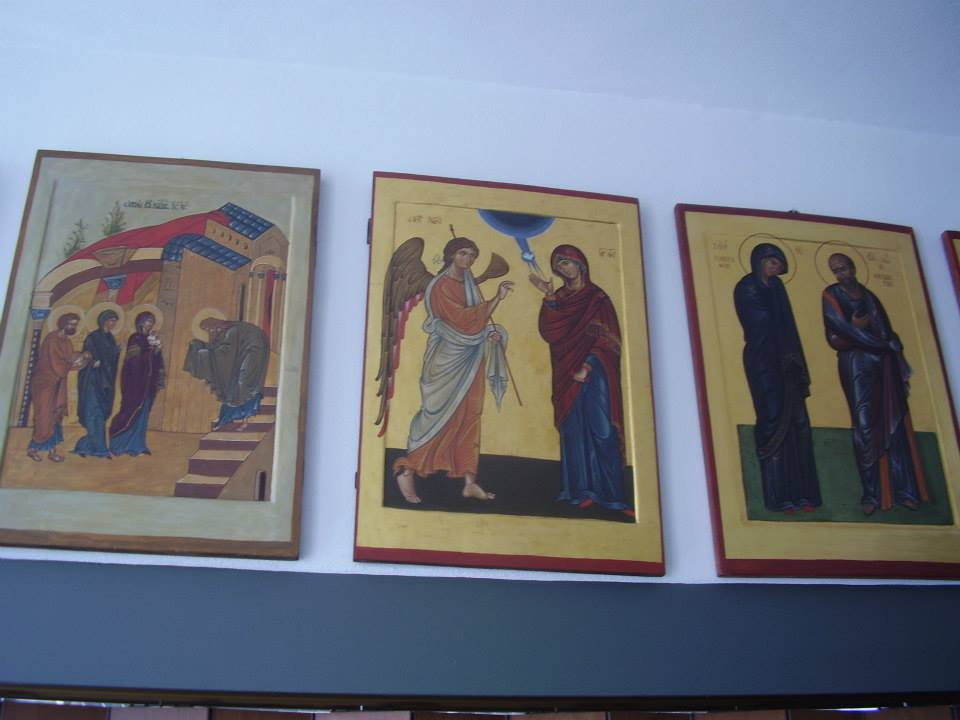
Иконы работы «Школы Сериате»
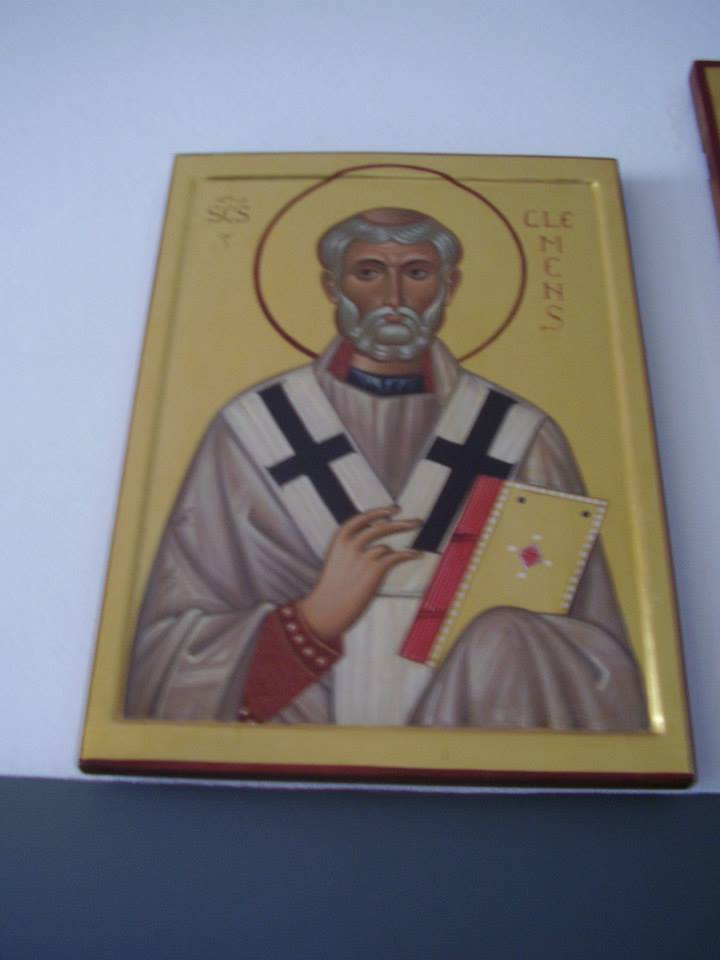
Икона св. Климента папы, работа «Школы Сериате»